# 朱坤
朱坤（1966年2月—），男，中国飞行器设计专家，中国航天科工集团第三研究院科学技术委员会副主任、国家重点型号总设计师，中国工程院院士。